# Saurita temenus
Saurita temenus är en fjärilsart som beskrevs av Stoll 1782. Saurita temenus ingår i släktet Saurita och familjen björnspinnare. Inga underarter finns listade.

## Bildgalleri

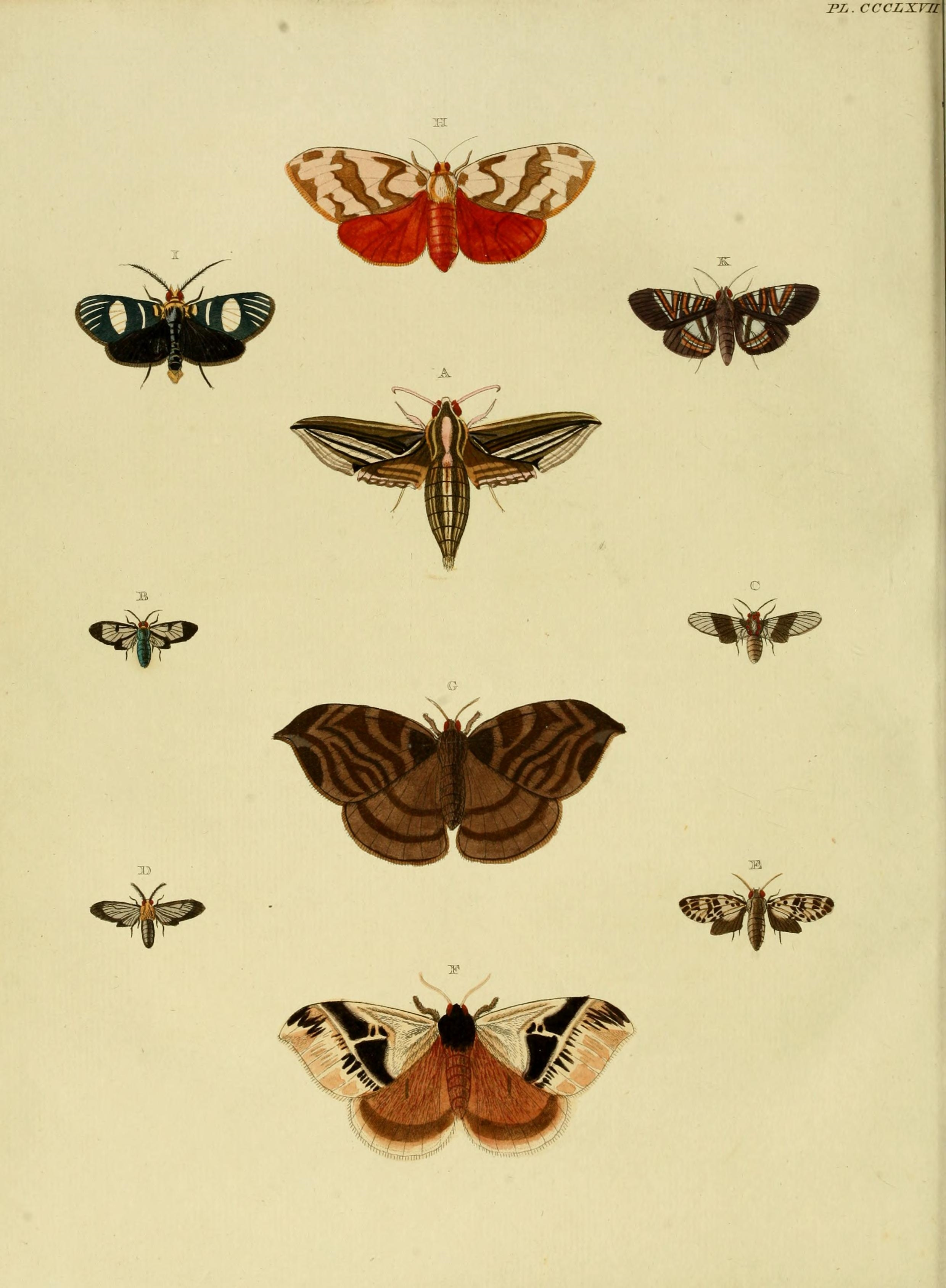